# 우무트 메라슈
젠기즈 우무트 메라슈(튀르키예어: Cengiz Umut Meraş, 1995년 12월 20일 ~ )는 튀르키예의 프로 축구 선수로, 쉬페르리그 클럽 에위프스포르에서 레프트백으로 활약하고 있다.

## 구단 경력
2018년 8월 31일, 메라슈는 볼루스포르에서 몇 시즌의 성공적인 시즌을 보낸 후 부르사스포르로 이적했다. 이적료는 약 225만 리라로 보고되었다. 메라슈는 2018년 9월 21일, 이스탄불 바샥셰히르와의 경기에서 부르사스포르 소속으로 쉬페르리그 데뷔 전을 치렀으며, 경기는 0-0으로 끝났다.
2019년 8월, 메라슈는 4년 계약으로 리그 2의 르아브르에 합류하여 두 시즌 동안 활약했다.
2021년 8월, 메라슈는 베식타시와 계약하여 쉬페르리그로 복귀했다.
2024년 7월, 메라슈는 새로 승격된 쉬페르리그 팀인 에위프스포르와 2년 계약을 체결했다.

## 국가대표팀 경력
메라슈는 2019년 5월 30일, 그리스와의 친선 경기에서 선발로 튀르키예 국가대표팀에 데뷔했다.
그는 UEFA 유로 2020에서 국가대표팀에 합류되었다.